# Pawnee
I Pawnee sono una tribù di nativi americani, di lingua caddoan (come gli Arikara che li avevano preceduti nella migrazione verso nord), la quale si era stanziata nelle pianure del Nebraska dal XVI secolo alla fine del XIX secolo. La tribù dei Pawnee è divisa principalmente in quattro gruppi di individui divisi in villaggi: i Chaui, i Pitahauerat, i Kitkehahki e gli Skidi. Il numero attuale di individui ammonta a 5.500.

## Etimologia del nome
Il nome "Pawnee" deriva dalla parola nativa "pariki" che significa "corno", in riferimento alla caratteristica capigliatura pawnee.

## Storia

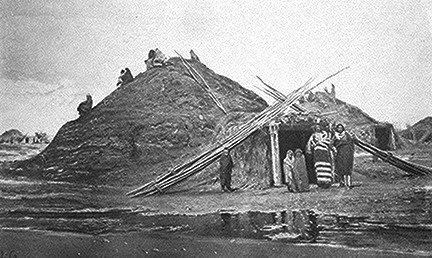
Un'abitazione pawnee

I Pawnee arrivarono per la prima volta in Nebraska intorno alla metà del XVII secolo provenendo dal nord-est. Erano abili commercianti e scaltri guerrieri, preferivano però il negoziato al combattimento, furono tra i primi indiani, insieme ai Comanche, a possedere i cavalli ed in seguito i fucili, con i quali per alcuni anni dettarono legge sulle Grandi Pianure fino a quando in uno scontro con Cheyenne ed Arapaho non furono sconfitti e vennero ridotti alla tranquillità nella loro terra ad ovest del North Platte vicino all'incrocio con il Missouri.
Con l'arrivo dei coloni, il numero di individui diminuì lentamente. Nel 1780 la popolazione contava circa 10.000 individui. Nel 1840 poi, in seguito a malattie, alcool e guerre, la popolazione diminuì drasticamente fino a 4.500 individui. Poi, con l'avvento delle usanze europee, i Pawnee abbandonarono progressivamente le loro usanze religiose. Nel 1970 il numero di individui si ridusse fino a 2.000. Oggi la maggior parte della popolazione vive nella Contea di Pawnee.

## Economia
L'economia si basa soprattutto sulla coltivazione di mais e fagioli. I Pawnee avevano anche una certa dimestichezza nella lavorazione della ceramica. Le donne erano particolarmente attive negli scambi commerciali tra i villaggi; esse sono anche protagoniste di cerimonie religiose.

## Religione
La religione pawnee è abbastanza complessa. Avevano un dio principale chiamato Tirawahat; questo era stato l'origine di tutto e lui aveva dettato le regole del cosmo. Poi c'erano altre divinità minori e tutte le stelle erano a loro volta delle divinità. Le stelle dicevano quando era opportuno piantare il mais. I Pawnee praticavano anche due danze rituali: la Danza del Sole e la Danza degli spiriti.